# St. Walburga (Veurne)

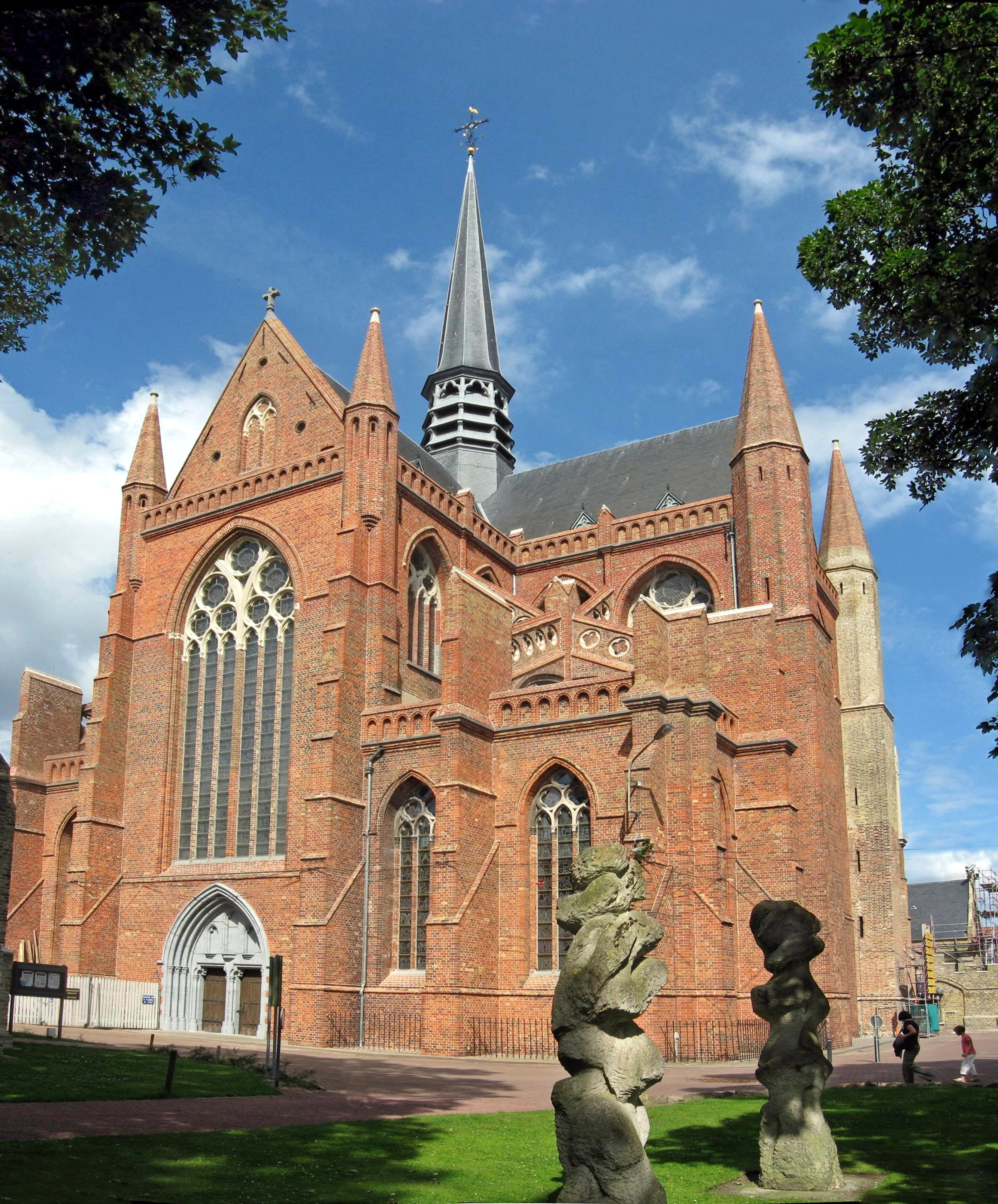
St. Walburga (Veurne)

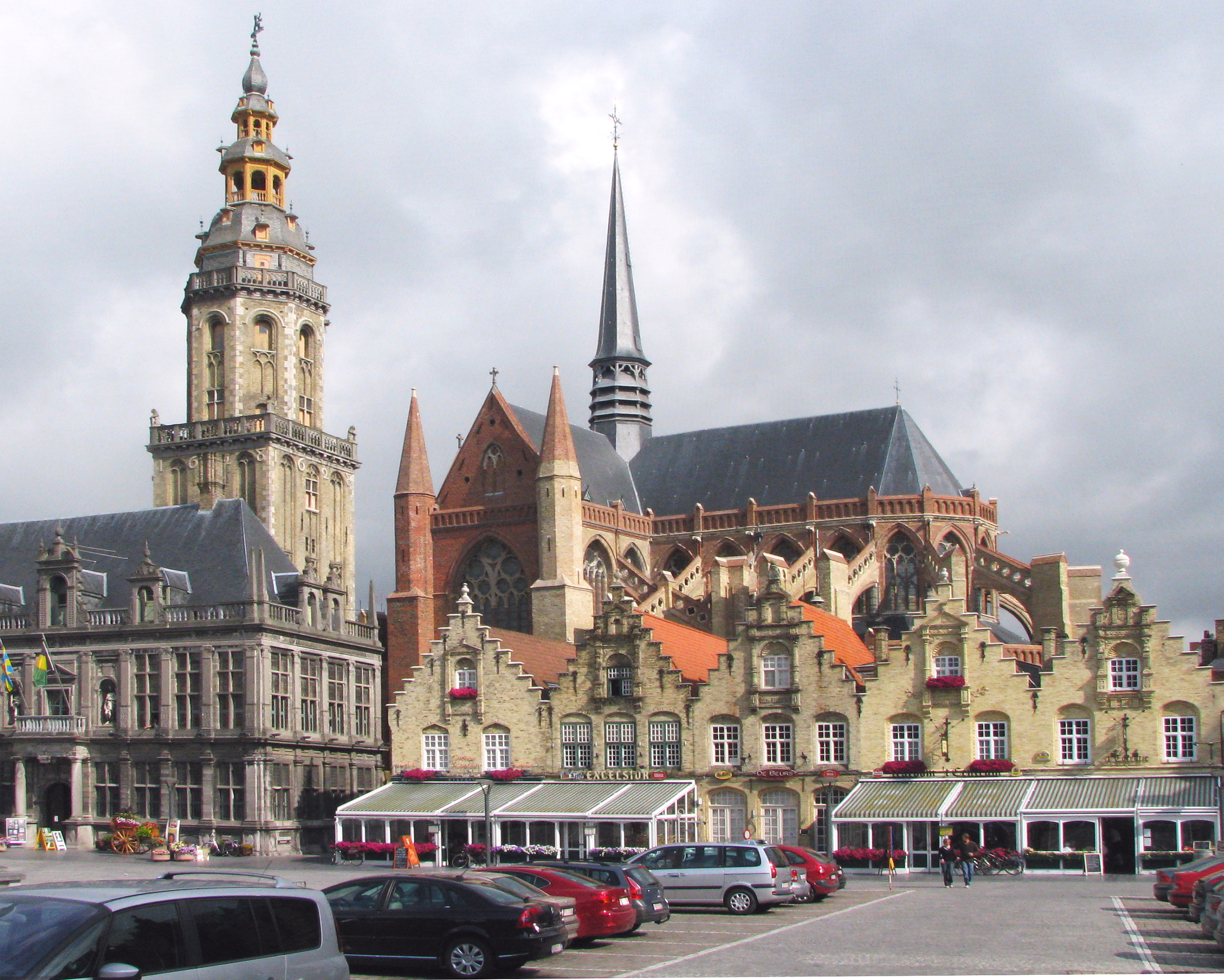
Ansicht vom Marktplatz mit Stadt- und Landhaus und Belfried

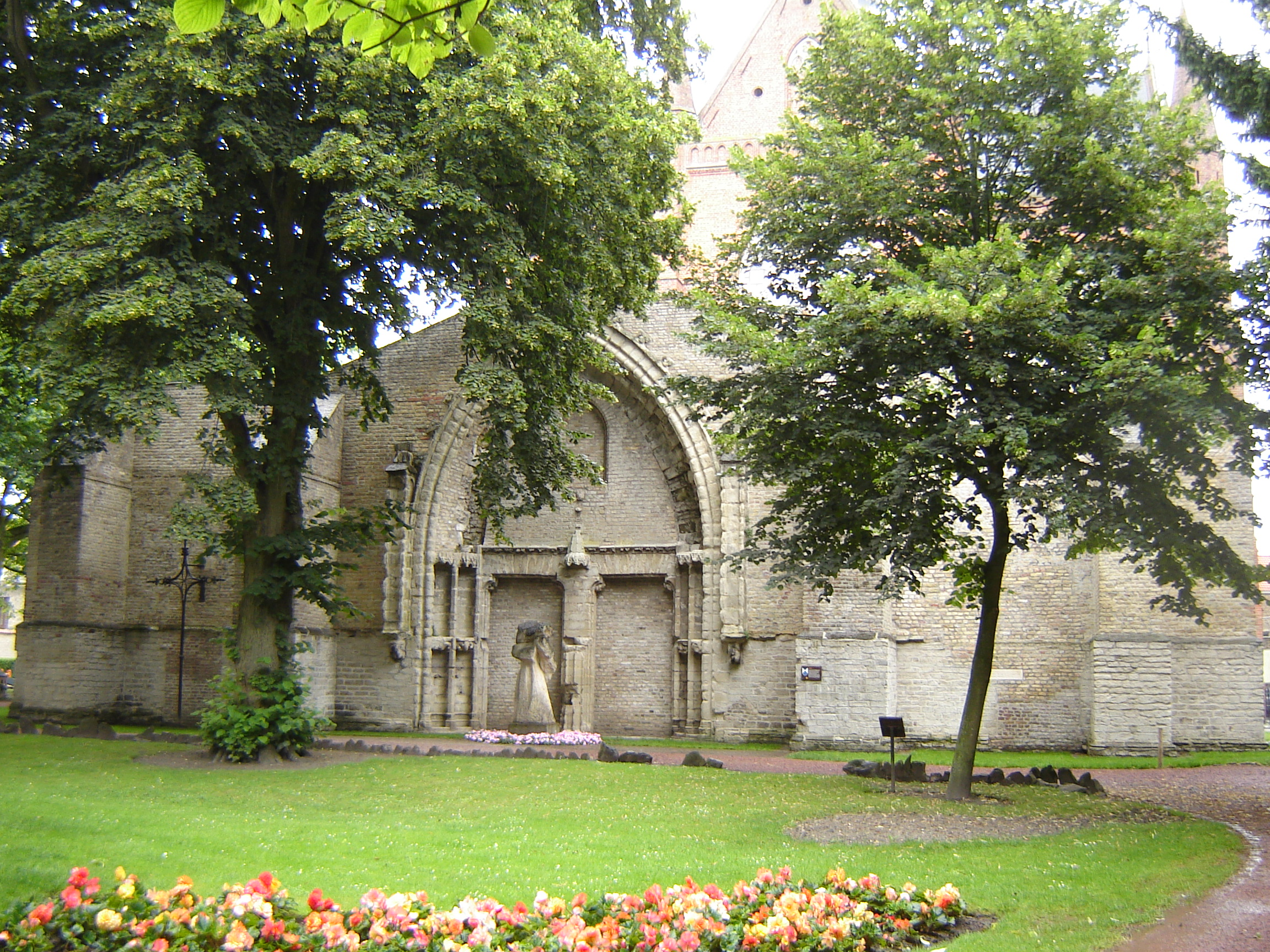
Unvollendeter Westturm

Die römisch-katholische Kirche St. Walburga (niederländisch Sint-Walburgakerk) ist eine unvollendete gotische, teilweise neugotisch ausgebaute Kirche in der belgischen Stadt Veurne (Provinz Westflandern). Sie ist der heiligen Walburga gewidmet und gehört zum Bistum Brügge. Sie ist ein Kulturdenkmal.

## Geschichte
Die Kirche ist das einzige Beispiel in der belgischen Küstenregion für einen großen gotischen Kirchenbau mit Chor und Querschiff, Hauptschiff und Türmen, von dem nur der Chorbereich, die östliche Querschiffwand und ein Westturm erbaut wurden. Sie ist eine gotische, teils neugotische Kirche im ältesten Teil des Stadtzentrums an der Stelle einer burggräflichen Marienkapelle aus dem 9. Jahrhundert, östlich der ehemaligen Grafenburg. Um 870 erfolgte die Übertragung der Reliquien der Walburga und ihrer Brüder; aufgrund der zunehmenden Verehrung wurde die Heilige im 12. Jahrhundert zur Schutzpatronin der Kirche. Bereits im 11. Jahrhundert war der Kirche ein Stiftskapitel von Weltgeistlichen angegliedert.
Im 12. Jahrhundert wurde eine große romanische Kirche erbaut. Um 1250 erfolgten der Abriss des romanischen Chors und der Neubau einer gotischen Kirche, deren Chor zu Beginn des 14. Jahrhunderts und die östliche Querhauswand in der ersten Hälfte des 14. Jahrhunderts fertiggestellt wurden. Der Brand von 1353 beschädigte vor allem das romanische Westwerk. Gegen Ende des 14. Jahrhunderts wurde der Versuch unternommen, die gotische Kirche von Westen her durch den Bau des Westturms zu vervollständigen. 1529 wurde ein kleiner Kapitelsaal, die heutige Sakristei, an der Südwand des Chorumgangs erbaut. 1715 erfolgte der Abriss des romanischen Vierungsturms. 1788 wurde das klassizistische südliche Querschiff nach Abriss des romanischen Teils erbaut. 
1799 wurde das Kapitel aufgehoben und das Kirchengebäude zum Abriss verkauft; um 1800 wurde es von der Bevölkerung zurückgekauft. In den Jahren 1865–1874 erfolgten die entscheidenden Restaurierungsarbeiten am Chor unter der Leitung des Architekten P. Croquison aus Kortrijk. Dabei wurden das Chordach repariert und neu mit Schiefer eingedeckt (1865), die Steinbrüstung nach französischem Vorbild (Hauptchor) und die Obergadenfenster wurden teilweise erneuert. Die Strebepfeiler und das Gestühl wurden 1871–1875 repariert. In den Jahren 1901–1904 erfolgte der Abriss des romanischen Nordquerschiffs, der Vierung und des südlichen Querschiffs aus dem Jahr 1788. Anschließend wurden das heutige neugotische Querschiff und das Kirchenschiff nach dem Entwurf von A. Van Assche (Gent) neu erbaut und durch den Architekten J. Vinck (Veurne) 1907 fertig gestellt. In den Jahren 1906–1926 erfolgten Restaurierungs- und Erweiterungsarbeiten nach dem Entwurf des Architekten Vinck. Dabei wurde die Restaurierung des Chorinnenraums, einschließlich der Teilabtragung der Wände vorgenommen, wodurch die letzten Spuren der frühgotischen dekorativen Wandmalereien verschwanden (1906). Ein Lagerraum im neugotischen Stil wurde an der nördlichen Querhausfassade (1908–1909) neu angebaut. In den Jahren 1920–1926 mussten Kriegsschäden beseitigt und neue Fensterrahmen für den Umgang und die Nordkapelle eingesetzt werden. 
Ab 1939 wurde der Chor nach dem Entwurf des Architekten J. Viérin (Brügge) restauriert, um einen weiteren Verfall zu verhindern und das ursprüngliche Aussehen wiederherzustellen, das durch die Restaurierung von P. Croquison in den Jahren 1865–1874 beeinträchtigt worden war. Dabei wurden eine neue Backsteinbrüstung analog zum erhaltenen Teil über der südlichen Kapelle und neues Maßwerk für die Obergadenfenster eingebaut. In den Jahren 1954–1956 erfolgten Reparatur- und Restaurierungsarbeiten nach einem Blitzschaden an Dach und der Laterne am Turm nach dem Entwurf des Architekten L. Viérin (Brügge) aus dem Jahr 1950; außerdem wurden die nicht abgeschlossenen Restaurierungsarbeiten aus dem Jahr 1939 zur Anpassung der Brüstung des Querschiffs und des Kirchenschiffs an diejenige des Chors fortgesetzt.

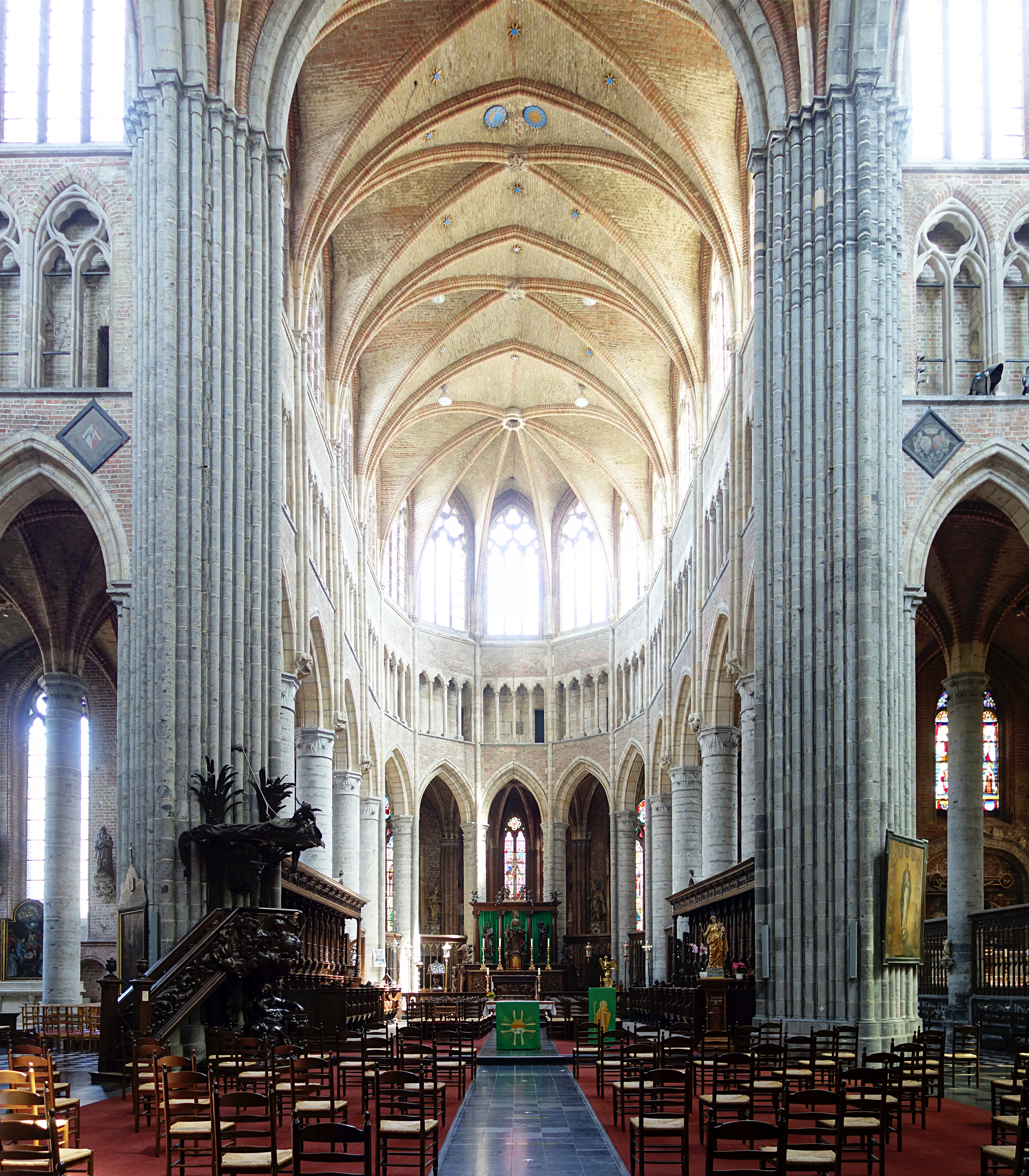
Innenansicht zum Chor

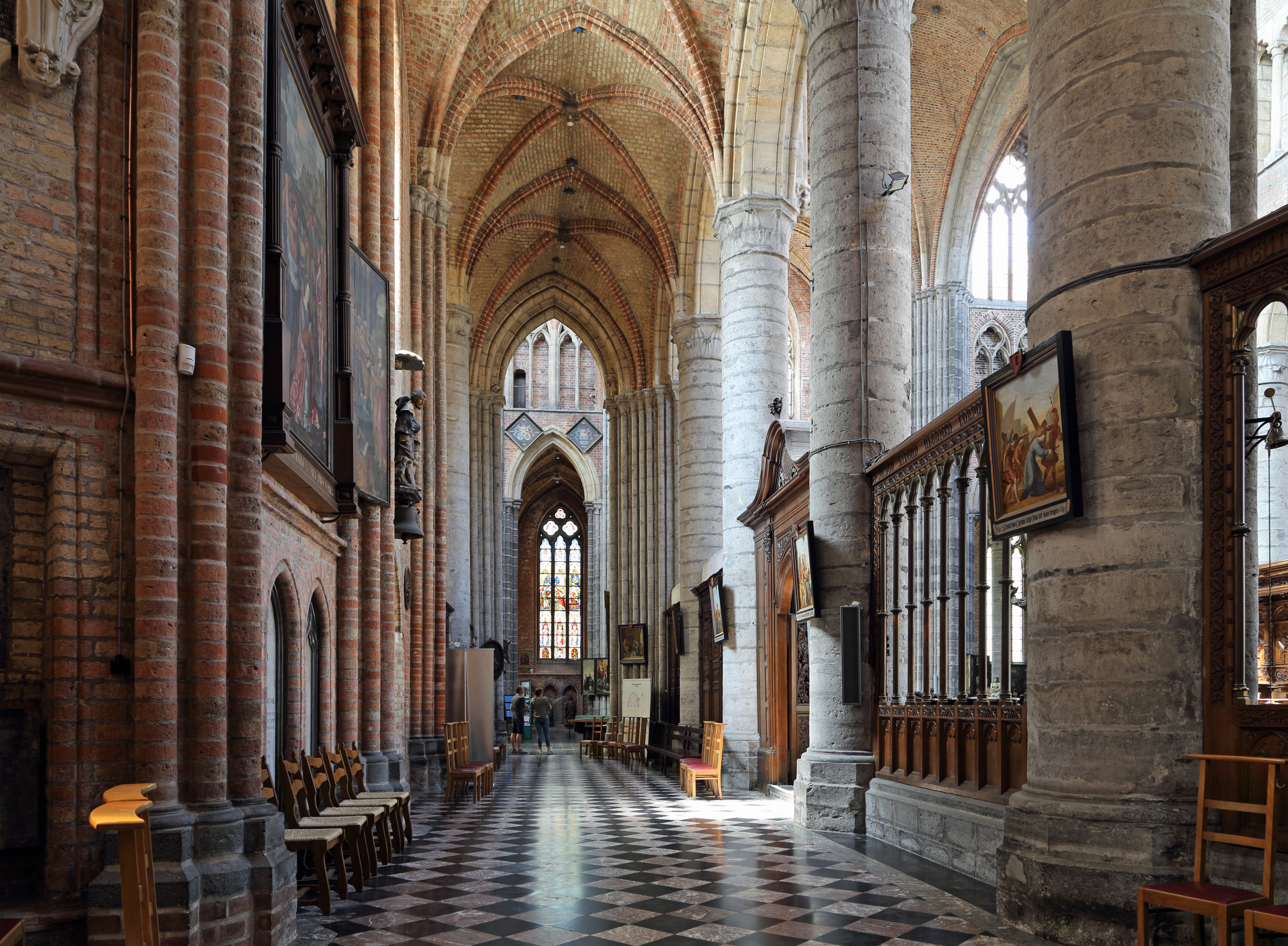
Blick in das Südseitseitenschiff nach Westen

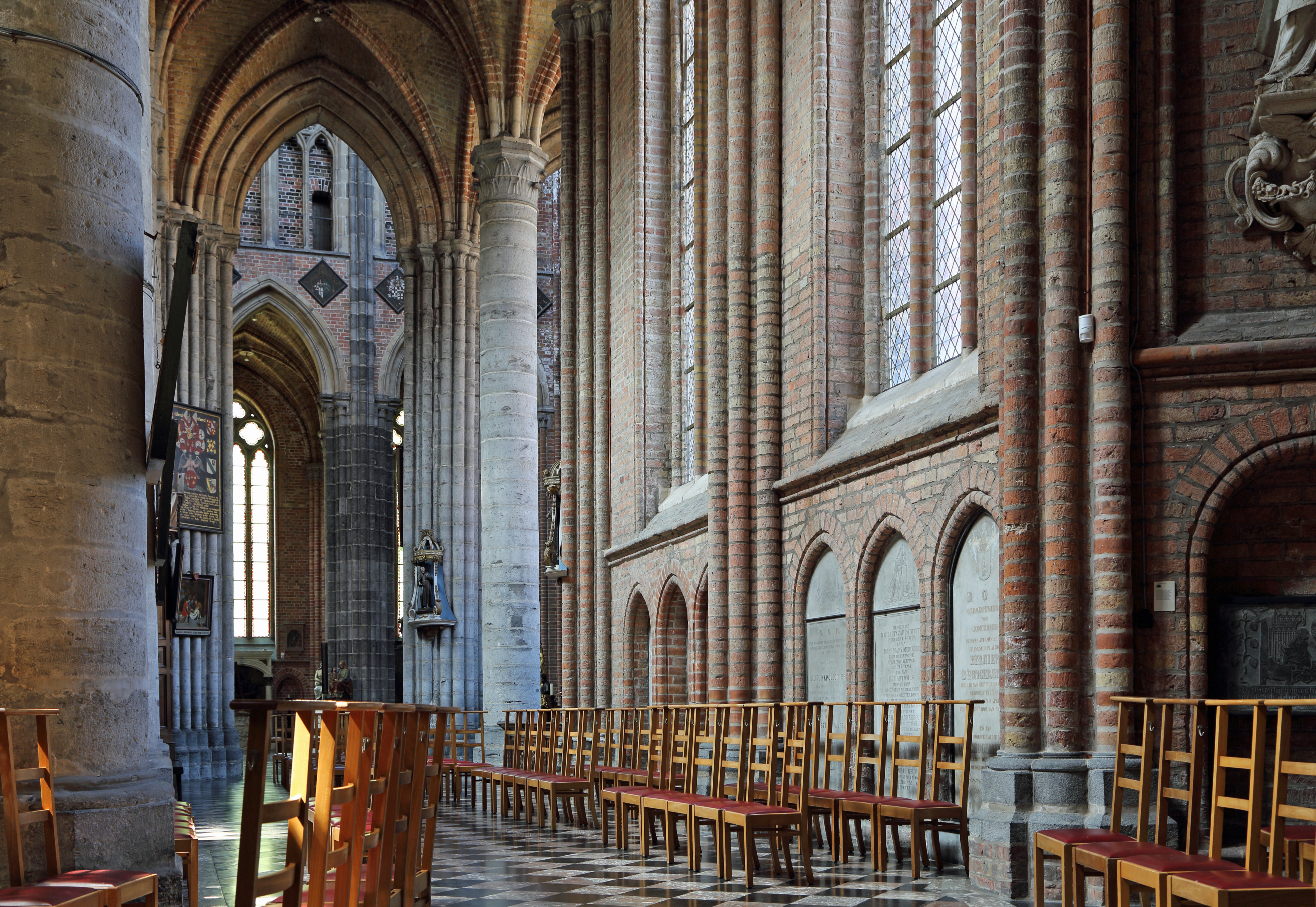
Blick in das Nordseitseitenschiff nach Westen

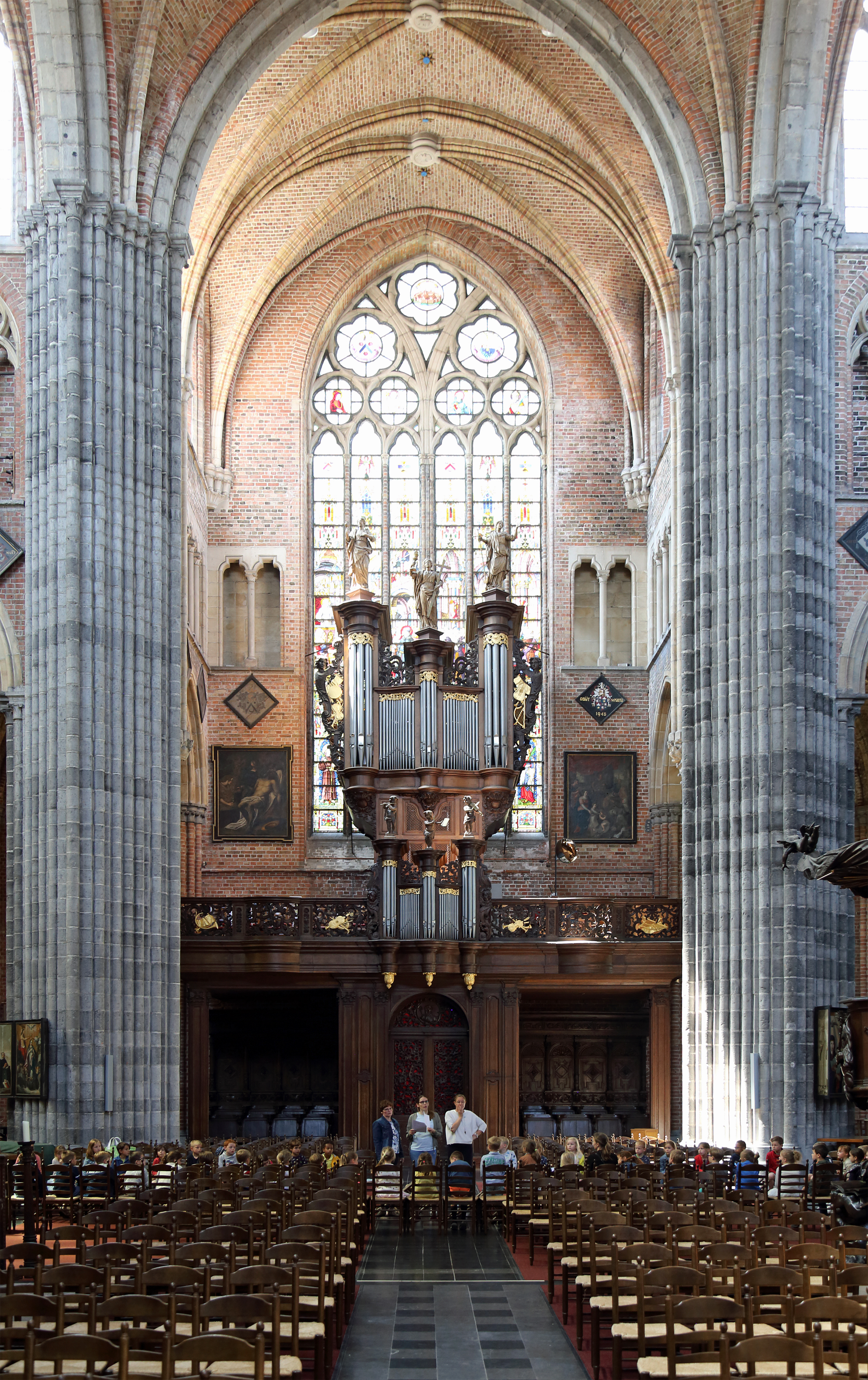
Blick zur Orgel

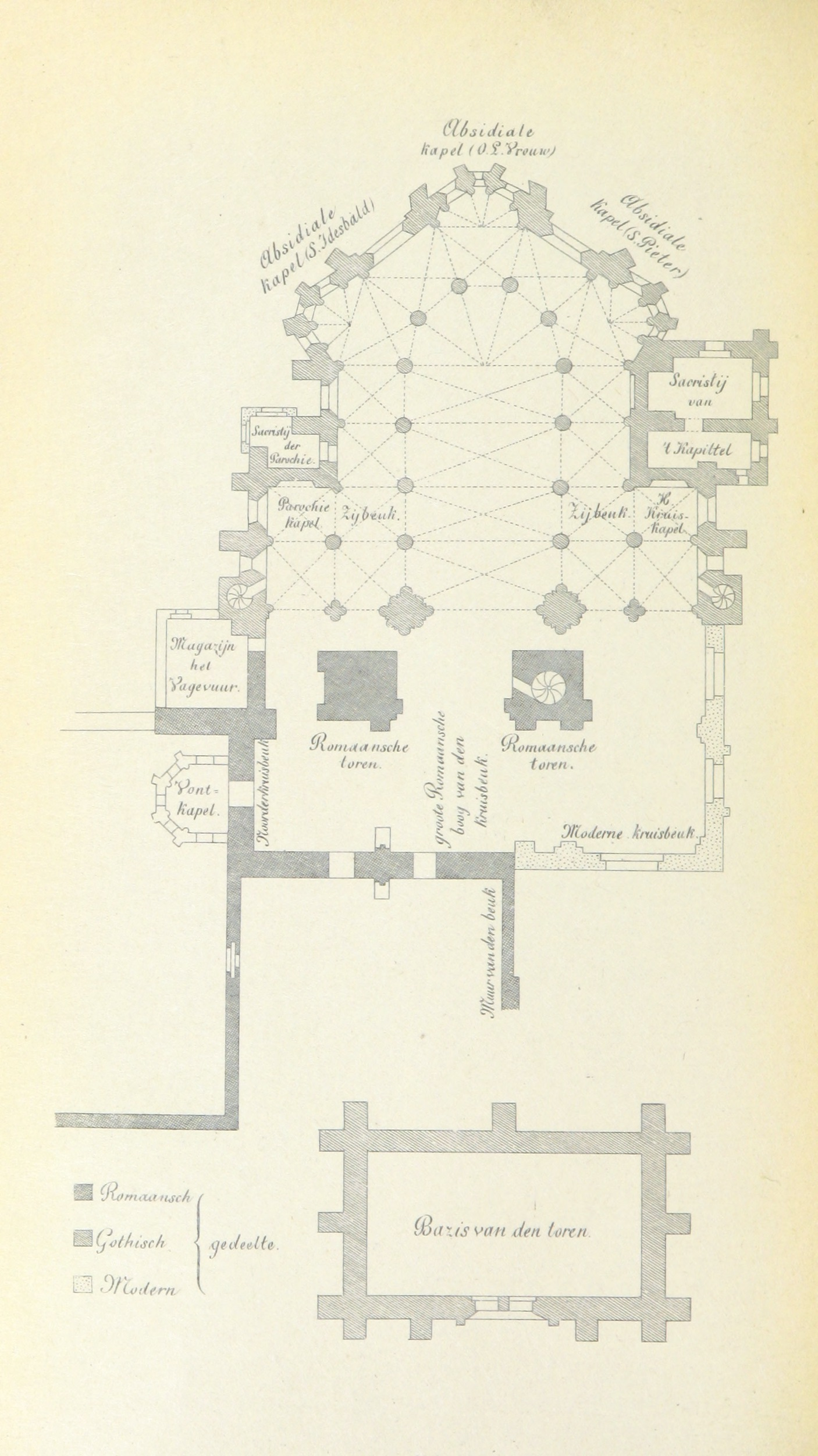
Historischer Grundriss vor Ausbau der Kirche zu Anfang des 20. Jahrhunderts

## Architektur

### Äußeres
Der heutige Grundriss zeigt eine fünfschiffige, zweijochige Basilika (1901–1907), ein Querschiff mit Ecktürmen (1901–1907) und einer erhaltenen gotischer Ostwand aus der ersten Hälfte des 14. Jahrhunderts. Der Chor besteht aus dem vierjochigen Hauptchor mit fünfseitigem Abschluss, dem Chorumgang mit drei fünfeckigen Radialkapellen im Osten und zwei trapezförmigen Kapellen auf der Nord- und Südseite bis zum Querschiff (zweite Hälfte des 13. bis Anfang des 14. Jahrhunderts). Der Lagerraum an der Fassade des Nordquerschiffs entstand in den Jahren 1908–1909. Die Taufkapelle an der Fassade des nördlichen Seitenschiffs wurde 1901–1907 erbaut. Im Park von St. Walburga sind noch die Anfänge des gotischen Westturms aus dem späten 14. Jahrhundert einige Meter westlich der heutigen Westfassade der Kirche erkennbar.
Der Chorentwurf zeigt den Einfluss der französischen Frühgotik, etwa im Grundriss mit verlängerten Seitenkapellen und im Aufriss mit Gewölbe und Strebebögen. Das neogotische Kirchenschiff und Querschiff wurden in Anlehnung an den Chor erbaut.
Das Bauwerk ist aus Ziegeln unterschiedlicher Größe und Farbe je nach Zeit der Erbauung oder Restaurierung erbaut, das Satteldach ist mit Schiefer gedeckt.
Nur der untere Teil des geplanten gotischen Westturms wurde Ende des 14. Jahrhunderts fertiggestellt; er wurde 1720 in ein Wasserreservoir umgewandelt, wobei das Portal zugemauert und die Wände mit Strebepfeilern erhöht wurden. Das verwitterte und unvollendete gotische Westportal besteht aus Kalksandstein von Balegem und zeigt Spitzbogen mit aufwändigen, mit Gesimsen und Abschlüssen versehenen Archivolten, darüber Bildnischen mit Baldachin, Konsole der Propheten (links) und Konsole der Engel (rechts); rechts befindet sich ein flankierender Fries auf figürlicher Konsole, mit einer Darstellung des Königs David. Der Rest einer zugemauerten Spitzbogennische ist im Bogenfeld zu erkennen. Das Portal zeigt zwei gekuppelte Eingänge unter einem auskragenden Gesims mit Blattwerk, unterbrochen von einem zinnenförmigen Baldachin.
Das Kirchenschiff und das Querschiff sind als neugotische Basilika gestaltet, mit Ausnahme der erhaltenen gotischen Ostquerhauswand mit Ecktürmen. Der Aufbau ist weitgehend analog zum Chor und zeigt abgestufte Strebepfeiler, die in Fialen mit sich kreuzenden Strebebögen auslaufen; dazwischen sind vertiefte Spitzbogenfenster mit Maßwerk, Fase und Verdachung angeordnet; die Brüstung ist mit Spitzbogennischen gestaltet. Die Westfassade des Mittelschiffs sowie die Süd- und Nordquerhausfassade zeigen analoge Giebel, die von Strebepfeilern oder achteckigen Treppentürmen mit quadratischem Sockel getragen werden; der Turmaufsatz ist in Backstein aufgeführt. Das West- und das Südportal sind annähernd an das gotische Westportal des Turms angelehnt; das erstere wurde 1906 vom Architekten J. Vinck (Veurne) entworfen. Es ist mit Spitzbögen aus Naturstein mit kunstvollen, von Dreiviertelsäulen getragenen Archivolten gestaltet; zwei gekoppelte Schulterbogen (Westportal) und korbbogenförmige Durchgänge (Südportal) sind jeweils unter einem Bogen mit drei Spitzbögen angeordnet; am Westportal finden sich auch figürliche Darstellungen. Die Vierung ist bekrönt mit einem achtseitigen, durchbrochenen Dachreiter mit Laterne (1951).
Der basilikale Chor stammt aus der Mitte 13. bis Anfang des 14. Jahrhunderts und wird von großen und kleinen Strebepfeilern mit Durchbrüchen gestützt; die ersteren enden in Strebebögen, die den Hauptchor stützen. Kreise mit erneuertem Vierpassmaßwerk (1871–1875) durchbrechen die Strebebögen. Ab 1939 wurde die Brüstung über dem Chorumgang und den Kapellen weitgehend erneuert. Darunter verläuft ein Palmettenfries mit erneuerten Abschnitten. Das Innere wird durch drei- und vierteilige Spitzbogenfenster mit erneuertem Maßwerk (1939–1940) erhellt.
Der ehemalige Kapitelsaal, heute Sakristei, ist mit einem Giebeldach gedeckt und stammt aus dem Jahr 1529. Die Südfassade ist mit Giebel und Konsolen versehen, die Fenster haben korbbogige Öffnungen.
Eine polychromierte Holzstatue von Christus in der Rast aus dem 18. Jahrhundert unter einem Baldachin steht im Scheitel der südlichen Chorkapelle mit abgewinkelter, zinnenbewehrter Chormauer von 1869.

### Inneres
Das Kirchenschiff ist im Wesentlichen genauso aufgebaut wie die beiden westlichen Joche des gotischen Chors. Das Mittelschiff zeigt einen dreiteiligen Aufriss mit Spitzbogenarkaden auf Pfeilern aus Tournai-Stein, Triforium und Spitzbogenfenstern. Das doppelte Seitenschiff zeigt einen zweiteiligen Aufriss mit Spitzbogennischen und Fenstern darüber. Die westliche Querhauswand wurde als Kopie der gotischen Ostwand mit Triforium ausgebildet, Die Vierung ruht auf Bündelpfeilern.
Der Hauptchor zeigt einen dreiteiligem Aufriss: Spitzbogenarkaden aus nordfranzösischem Kalkstein auf Tournai-Pfeilern mit achteckiger Basis, darüber das Triforium aus Kalkstein mit Arkade aus Spitzbögen auf Säulen und gemauertem Reliefbogen, zuoberst spitzbogige Obergadenfenster auf profilierten Kalksteinbändern und neueren Sohlbänken (1939–1940). Die Vorhalle und Kapellen sind mit zweiteiligem Aufriss ausgebildet: drei spitz- und rundbogige Nischen sind mit durchgehenden Fensterbänken pro Joch ausgebildet, die spitzbogigen Fenster sind mit originalen Gewänden erhalten. In der Südwand des Altarraums ist ein 1529 zugemauertes dreiteiliges Spitzbogenfenster mit erhaltenem gotischem Maßwerk zu sehen.
Das Kirchenschiff ist mit Kreuzrippengewölben aus Backstein abgeschlossen. Das vierte Chorjoch mit dreiteiligem Rippengewölbe liegt in einer Linie mit dem Gewölbeschlussstein des sechsteiligen Rippengewölbes über dem Altarraum. Der Chorumgang und die rechteckigen Seitenkapellen mit sind vier- und fünfteiligen Gewölben abgeschlossen. Die Gewölberippen im Bogen des Chorumgangs und der Kapellen sind aus Kalkstein, im Hauptchor sind verzierte Gewölbeschlusssteine zu finden.

## Ausstattung
Die Chorschranke aus dem späten 13. Jahrhundert ist die älteste erhaltene Holzkonstruktion in der Westhoek. 

### Gemälde
Im südlichen Seitenschiff befindet sich das Tafelgemälde Madonna mit Kind in einer Landschaft vom Ende des 16. Jahrhunderts, aus der flämischen Schule. Im südlichen Querschiff befindet sich das Leinwandgemälde Der heilige Wilhelm, der einem sterbenden Soldaten hilft. Die Tafelmalerei Der heilige Sebastian, der von Pfeilen durchbohrt wird aus der zweiten Hälfte des 17. Jahrhunderts wird Vigor Bouquet zugeschrieben. Das Leinwandgemälde Christus rettet mit seinem Blut die Seelen aus dem Fegefeuer stammt laut Inschrift aus der Zeit um 1670 und wurde 1955 restauriert. Die Anbetung der Könige (Tafelmalerei) aus dem 18. Jahrhundert; Heilige Familie ist ein Tafelgemälde aus dem 17. Jahrhundert. Am südlichen Vierungspfeiler steht ein Triptychon als Tafelgemälde aus der ersten Hälfte des 17. Jahrhunderts, mit der Krönung Mariens, flankiert von männlichen Stiftern auf der linken und weiblichen Stiftern auf der rechten Seite, abgeschlossen mit der Darstellung des heiligen Jakobus des Älteren auf der linken und Johannes des Täufers auf der rechten Seite; Maria Unbefleckte Empfängnis auf der Mondsichel stehend, die Schlange zertretend, umgeben von Medaillons mit der Darstellung der Passion Christi und Szenen aus dem Leben Mariens (Marianum) auf Leinwand aus dem 17. Jahrhundert. Am südwestlichen Vierungspfeiler befindet sich die Tafelmalerei Enthauptung des heiligen Jakobus, gestiftet von Jacobus de Schrijver, Pfarrer von Koksijde (laut Inschrift), aus der Zeit vor 1665. 
Am nordwestlichen Vierungspfeiler ist das Triptychon in Tafelmalerei der Muttergottes mit Kind aufgestellt, flankiert von Nikolaus von Myra links und Stifter mit Wappen rechts, abgeschlossen mit der Darstellung der heiligen Walburga links und der heiligen Katharina von Alexandrien rechts, aus dem 17. Jahrhundert (?) zu sehen; die Heilige Familie mit dem kleinen Johannes, Elisabeth und Zacharias auf Leinwand stammt aus dem 17. Jahrhundert. In der ersten Kapelle des südlichen Seitenschiffs findet sich ein Tafelgemälde der Kreuzabnahme nach Rogier van der Weyden, aus dem 16. Jahrhundert (?); ein weiteres Tafelgemälde der Kreuzabnahme aus dem 17. Jahrhundert (?); die Beweinung Christi als Leinwandgemälde aus der flämischen Schule, aus dem 17. Jahrhundert (?) und das Tafelgemälde Jesus am Kreuz aus der Zeit um 1690. Im südlichen Umgang ist ein Triptychon mit dem Martyrium der heiligen Katharina von Alexandria als Tafelgemälde zu sehen, flankiert von Das Wunder des zerbrochenen Rades links und Die heilige Katharina vor Kaiser Maxentius rechts, alle aus dem 17. Jahrhundert. In der ersten Kapelle des nördlichen Umgangs befindet sich ein Triptychon mit Anbetung der Hirten mit Stiftern, flankiert von Maria, die ihre Nichte Elisabeth besucht auf der linken Seite und Die Darstellung Jesu im Tempel als Tafelgemälde auf der rechten Seite, datiert 1626 und mit Monogramm AVZ bezeichnet.

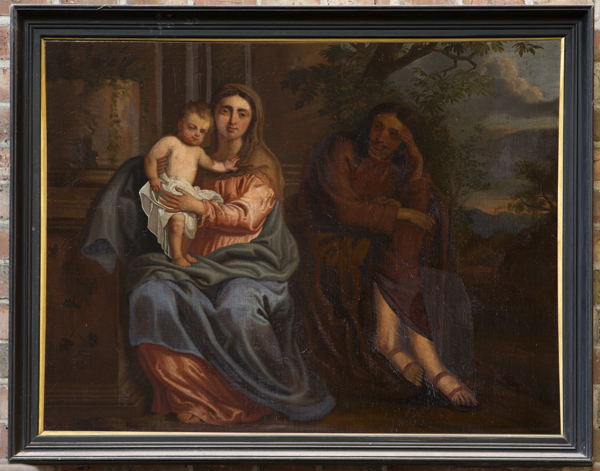
Madonna mit Kind
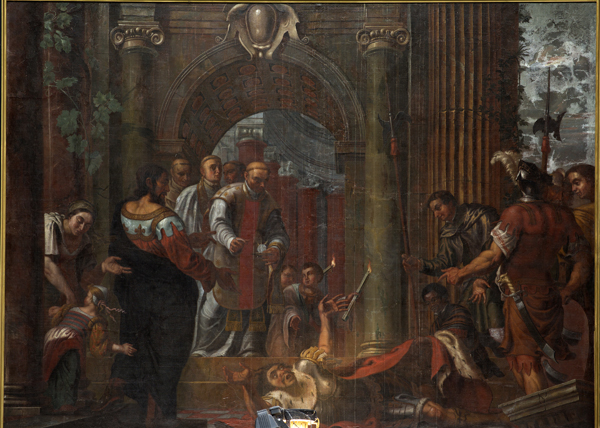
Der heilige Wilhelm
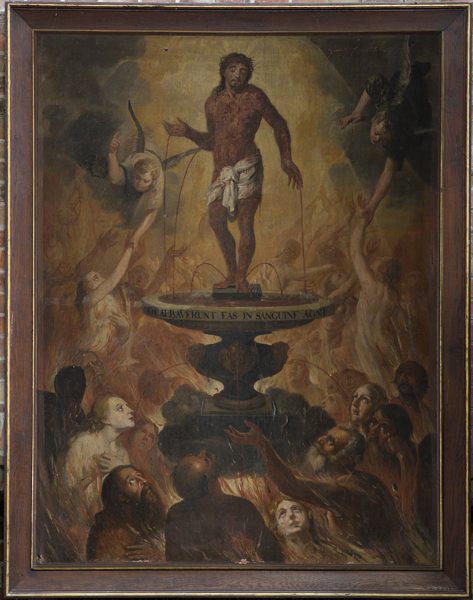
Christus rettet mit seinem Blut die Seelen aus dem Fegefeuer
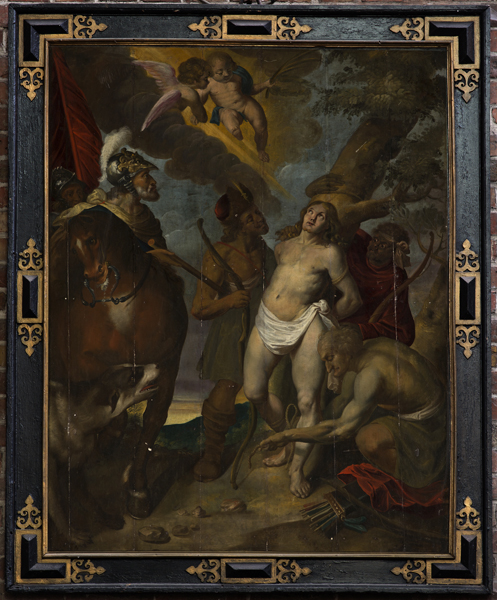
Der heilige Sebastian
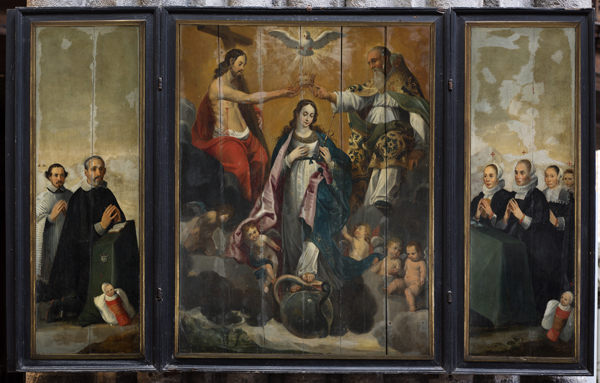
Krönung Mariens
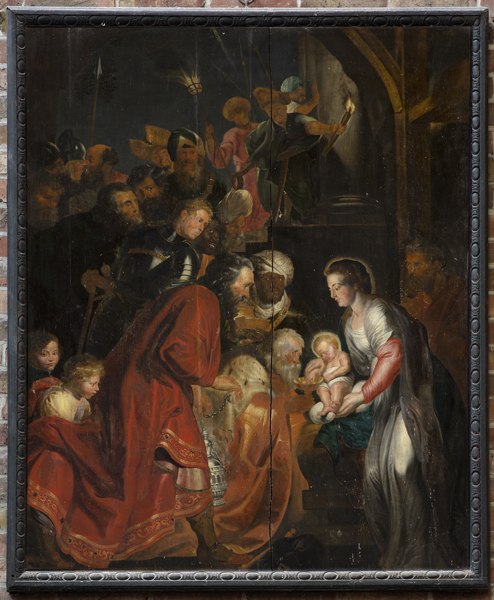
Anbetung der Könige

### Skulpturen
An der Westwand steht eine Skulptur von Sankt Peter (Holz und Stein) aus dem 18. Jahrhundert. Im südlichen Querschiff befindet sich eine Darstellung Heilige Anna und Maria (Holz), aus dem 17. Jahrhundert; ein heiliger Christophorus (Eiche), aus dem 17. Jahrhundert, eine Darstellung Schutzengel mit Kind auf Sockel mit Auge Gottes (Holz), aus dem späten 18. Jahrhundert. In der ersten Kapelle des Südflügels steht eine Figur Jesus am Kreuz (polychromiertes Holz), aus dem 15. Jahrhundert. Im Chorumgang sind Sankt Rochus (polychromiertes Holz), Ende des 17. Jahrhunderts; Sankt Amandus und Sankt Laurentius (Holz), beide um 1700 aufgestellt. Im nördlichen Querschiff sind Figuren der heiligen Walburga, der Heiligen Willibald und Wunibald, alle aus polychromiertem oder bemaltem Holz, aus dem späten 17. Jahrhundert aufgestellt, sowie eine Heilige Familie (Holz) aus dem 18. Jahrhundert.

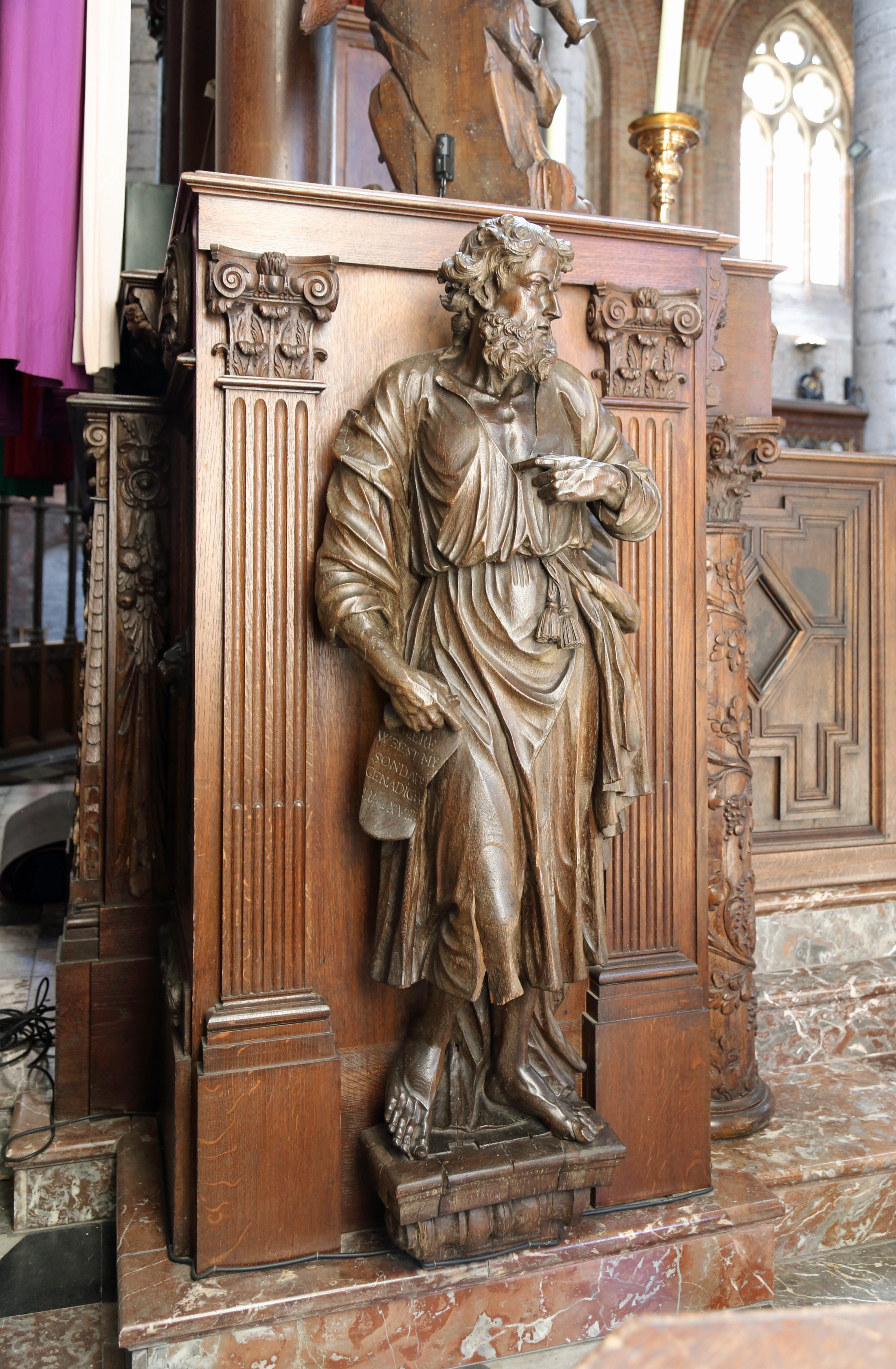
Altar
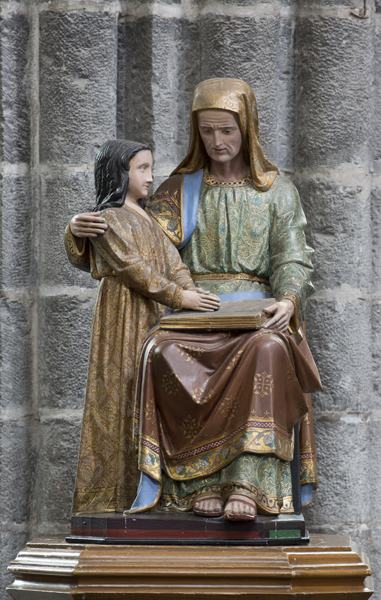
Heilige Anna
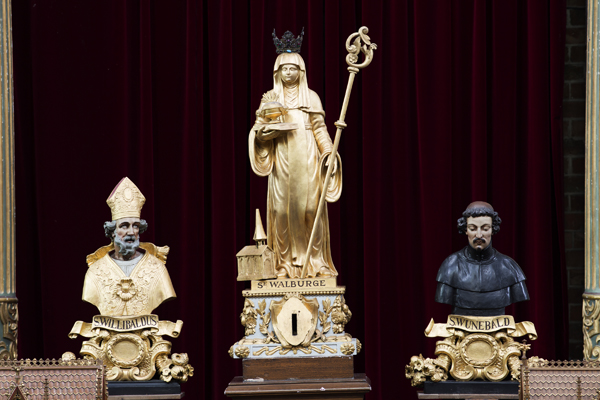
Heiliger Willibald, heilige Walburga und heiliger Wunibald
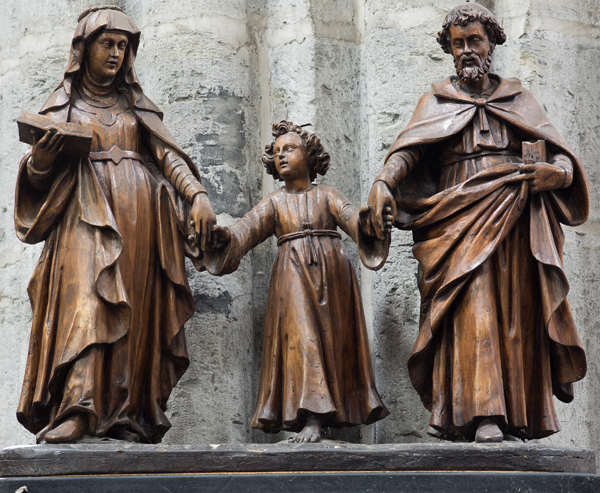
Heilige Familie

### Altäre
Der Hauptaltar aus Eichenholz stammt aus dem 18. Jahrhundert. An der Westwand des südlichen Seitenschiffs steht ein Seitenaltar mit Pietà aus Holz, aus der ersten Hälfte des 18. Jahrhunderts. In der ersten Kapelle des südlichen Seitenschiffs steht ein Seitenaltar (polychromierter Stein), aus dem 18. Jahrhundert. In der Südkapelle befindet sich ein hölzerner Seitenaltar des auferstandenen Christus; Antependium mit Ecce Homo im Medaillon und Portikus mit geschnitzten Darstellungen des auferstandenen Christus mit Kreuz und der heiligen Anna selbdritt aus der zweiten Hälfte des 17. Jahrhunderts. In der nördlichen Chorkapelle steht ein Seitenaltar mit Altartisch aus Marmor aus dem ersten Viertel des 19. Jahrhunderts und hölzernem Portikus mit Nische, in der die schmerzensreiche Muttergottes aus dem ersten Viertel des 18. Jahrhunderts steht. In der ersten Kapelle des nördlichen Chorumgangs steht ein Seitenaltar mit Renaissance-Portikus aus polychromem und vergoldetem Holz aus der ersten Hälfte des 17. Jahrhunderts.

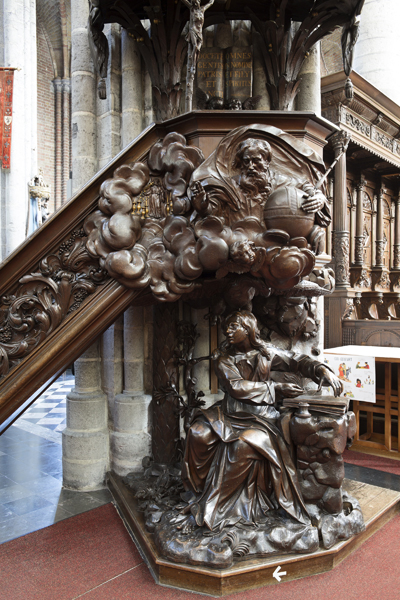
Kanzel

An der Westwand steht das Chorgestühl von Otmaer van Ommen (Antwerpen) aus dem Jahr 1596; neue Sitze wurden 1614–1616 und 1629 hinzugefügt (siehe Datum in der Kartusche). Dieses Gestühl ist das älteste in der Reihe, zu der auch die Gestühle in Diksmuide (1622), Lo (1624) und Nieuwpoort (1627) gehören. Die Chortäfelung aus Eichenholz entstand zwischen Ende des 17. Jahrhunderts und der ersten Hälfte des 18. Jahrhunderts. Die Kanzel wurde von Hendrik Pulinx (1698–1781) im Jahr 1727 geschaffen. Die barocke Empore aus Holz wurde in der ersten Hälfte des 18. Jahrhunderts erbaut. Der Orgelprospekt stammt von J. J. Van der Haeghen aus dem 18. Jahrhundert; die heutige Orgel ist ein Neubau von Joseph Loncke & zonen aus dem Jahr 1967 mit 42 Registern auf drei Manualen und Pedal.
Die Steinabdeckung der ersten Kapelle des südlichen Chorumgangs oder der Kapelle der Bruderschaft vom Heiligen Kreuz, auf der Kupfersäulen standen (Ende des 18. Jahrhunderts verschwunden), wurde von Bildhauer Willem Aerts und Kupferschmied Jacques De Keyser 1528 geschaffen. Im nördlichen Querschiff steht ein Grabdenkmal von John Tryoen mit der Darstellung der Grablegung (polychromer Stein), nach 1638; außerdem ein Grabdenkmal von Christianus Grimmync mit der Darstellung Jesus wird seiner Kleider beraubt (bemalter Stein), nach 1637. Weitere kleinere Denkmäler und Grabsteine sind in der Kirche verteilt.

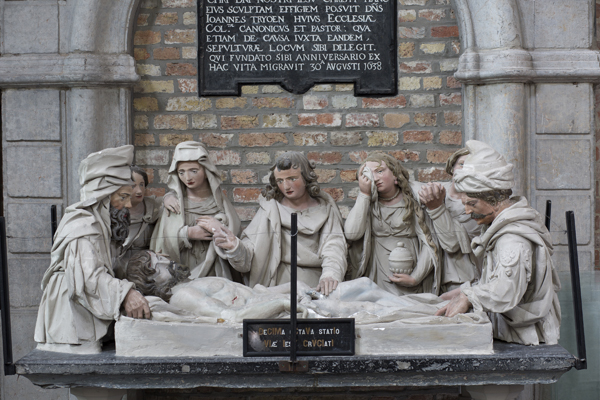
Grablegung (Grabdenkmal von John Tryoen)
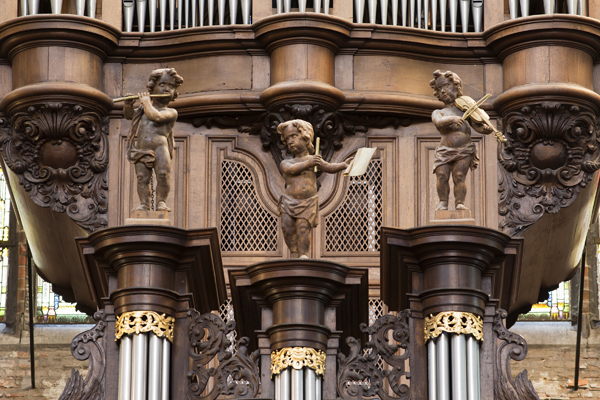
Orgelprospekt
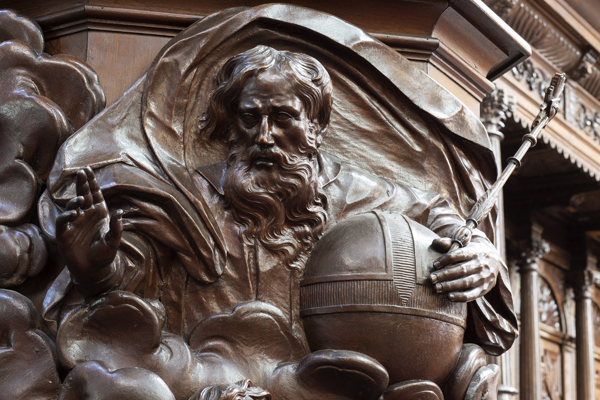
Kanzel (Hendrik Pulinx)
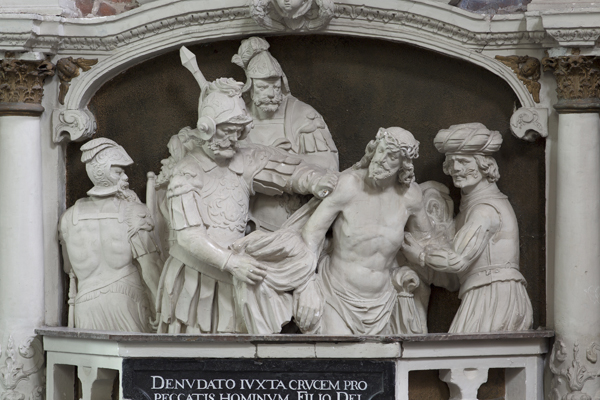
Jesus wird seiner Kleider beraubt (Grabdenkmal Christianus van Grimmync)